# Zion (Pennsilvània)
Zion és una concentració de població designada pel cens dels Estats Units a l'estat de Pennsilvània. Segons el cens del 2000 tenia 2.054 habitants.

## Demografia
Segons el cens del 2000, Zion tenia 2.054 habitants, 736 habitatges, i 621 famílies. La densitat de població era de 60,6 habitants per km².
Dels 736 habitatges en un 36,5% hi vivien nens de menys de 18 anys, en un 76,6% hi vivien parelles casades, en un 5,3% dones solteres, i en un 15,6% no eren unitats familiars. En el 12,6% dels habitatges hi vivien persones soles el 5,3% de les quals corresponia a persones de 65 anys o més que vivien soles. El nombre mitjà de persones vivint en cada habitatge era de 2,78 i el nombre mitjà de persones que vivien en cada família era de 3,04.
Per edats la població es repartia de la següent manera: un 25,9% tenia menys de 18 anys, un 6,4% entre 18 i 24, un 30,7% entre 25 i 44, un 27,4% de 45 a 60 i un 9,5% 65 anys o més.
L'edat mediana era de 37 anys. Per cada 100 dones de 18 o més anys hi havia 98 homes.
La renda mediana per habitatge era de 54.527 $ i la renda mediana per família de 59.028 $. Els homes tenien una renda mediana de 39.714 $ mentre que les dones 26.906 $. La renda per capita de la població era de 20.976 $. Entorn del 2,1% de les famílies i el 2,8% de la població estaven per davall del llindar de pobresa.

## Poblacions més properes
El següent diagrama mostra les poblacions més properes.